# Biais de financement
Le biais de financement désigne en science le fait que les résultats des recherches ont tendance à être plus favorables au financeur direct ou indirect.
Ce biais a été mis en évidence dans de nombreux domaines, où des industriels ont un intérêt fort (pour des raisons de régulation) à ce que les résultats aillent plutôt dans leur sens : recherche sur les effets du tabac, de la nourriture, des pesticides, des perturbateurs endocriniens, des OGM, recherches dans le secteur biomédical.
Il ne s'agit pas d'un biais unique à proprement parler mais d'un ensemble de biais dont les contours ne sont pas bien identifiés.

## Importance du biais
Les études financées par l'industrie ont quatre fois plus de chances d'être favorables à l'industrie concernée. L'industrie finance les trois quarts des études publiées dans les principales revues hebdomadaires.
Le biais de financement ne concerne pas uniquement les études directement financées par une partie ayant un intérêt dans le résultat de l'étude. Il touche également les études dont un ou plusieurs auteurs ont un conflit d'intérêts sur le sujet,.
Les conclusions d'une étude scientifique sont particulièrement vulnérables au biais de financement, car plus sujettes à interprétation. Les résultats bruts sont néanmoins soumis à ce biais, mais généralement dans une moindre ampleur,,. C'est pourquoi les études financées par l'industrie manquent plus souvent de cohérence entre leurs résultats et leurs conclusions. Sur certains sujets, les conclusions d'une étude dépendent autant, sinon plus, du financeur que des données,.
Le biais de financement concerne tous les types d'études scientifiques : méta-analyses, revues de la littérature, recherches originales, éditoriaux ou lettres à l'éditeur.
Dans une synthèse rassemblant plus de 1 000 synthèses systématiques il apparaît que les conclusions des synthèses ayant un conflit d'intérêts avec l'industrie lui sont plus favorables que celles n'ayant pas de tel conflit d'intérêts. Les auteurs recommandent de préférer les synthèses n'ayant pas de conflit d'intérêts ou, si ce n'est pas possible, de lire avec une grande prudence les synthèses ayant un conflit d'intérêts.

## Mécanismes du biais
Le biais de financement peut s'expliquer pour partie par le biais de publication, mais il n'y a pas de raison unique au biais de financement,.

### Biais méthodologiques
La méthodologie d'une étude peut être biaisée (volontairement ou non) de manière à influencer le résultat.
Par exemple, une étude visant à évaluer un nouveau médicament pourra le comparer à un placebo plutôt qu'à un concurrent, de manière à augmenter les chances du nouveau médicament d'obtenir un résultat significatif. Tout en se comparant à un médicament existant, moduler à la baisse ou à la hausse la dose du médicament comparé permet soit d'amoindrir les effets du médicament concurrent, soit de renforcer ses effets secondaires,,. Un tel biais, n'expliquerait au mieux qu'une petite partie du biais de financement observé.
De nombreux paramètres, qui n'apparaissent pas nécessairement dans l'étude publiée, contribuent à biaiser les résultats d'études de médicaments : le choix des personnes sur lesquelles évaluer le médicament (genre, âge, antécédents, condition physique…), la manière de prendre en compte les effets secondaires, la manière de prendre en compte les personnes ayant quitté l'expérience,.
Ne publier qu'une partie des résultats (en ne prenant en compte qu'une partie des endroits où l'étude a été menée, en ne rapportant qu'une partie des mesures qui ont été effectuées) peut jouer un rôle dans le biais de financement,,,.
Si l'intérêt du financeur est d'obtenir un résultat négatif, prendre un faible échantillon ou faire des mesures qui ne sont pas pertinentes va également biaiser le résultat dans le sens du financeur.
La présentation trompeuse des résultats pourrait donner l'impression qu'ils sont plus probants qu'en réalité. Cela consiste par exemple à présenter des résultats n'étant pas statistiquement significatifs comme ayant une tendance prometteuse, ou à inclure dans le résumé de l'étude des résultats secondaires significatifs, en omettant les résultats primaires non significatifs.

#### Sélection des chercheurs
Le financement industriel touche préférentiellement des personnes susceptibles d'aller dans le sens du financeur. Par exemple les recherches financées par l'industrie du sucre vont plutôt sur celles cherchant à exonérer le sucre d'effets délétères pour la santé.
L'industrie pharmaceutique a développé des stratégies pour identifier les médecins les plus susceptibles de parler favorablement de leurs produits et pour leur donner l'opportunité de s'exprimer.

### Biais psychologiques

#### Norme de réciprocité
D'après la norme de réciprocité, nous sommes plus enclins à aider ou à accorder quelque chose à une personne qui nous a auparavant fait une faveur. Bien qu'il y ait des aspects culturels, cette norme est universelle chez l'humain.
Les compagnies pharmaceutiques connaissent l'effet que peuvent avoir des petits cadeaux, ce qui explique pourquoi ils interdisent à leurs employés d'en accepter.

#### Biais d'autocomplaisance
Le biais de financement partage des mécanismes communs avec le biais d'autocomplaisance. Tout comme pour ce dernier, les personnes financées par l'industrie ne pensent pas que cela peut les influencer, mais elles pensent que cela pourrait influer leurs collègues, et le biais n'est pas non plus intentionnel.
Le biais d'auto-complaisance étant automatique, il prévaut sur les considérations éthiques ou morales de la profession.

### Mécanismes écartés
Différentes hypothèses pouvant contribuer à expliquer le biais de financement ont été écartés sur la base des données observées.

#### Sujet de l'étude
Les études industrielles seraient menées en ayant davantage de certitudes quant à l'issue du résultat, contrairement à des études académiques, plus exploratoires. Une telle hypothèse devrait conduire à ce que la taille de l'effet observé soit plus importante que celle identifiée dans les études industrielles, ce qui n'est pas le cas.

#### Qualité des études scientifiques
Une différence de qualité entre les études financées par l'industrie et les autres pourrait expliquer les différences de résultats. Cependant cette hypothèse n'est pas retenue.
D'une part le biais de financement est observé même une fois prise en compte la qualité des études, ou lorsque les analyses ne portent que sur des journaux de haut rang, censés publier en moyenne des études de bonne qualité.
D'autre part, les analyses sur la qualité des études selon le mode de financement sont mitigées : les études industrielles sont parfois de meilleure qualité, mais parfois de moins bonne qualité.
Certaines analyses trouvent effectivement que les études financées par l'industrie sont de meilleure qualité, ce qui est relativisé par le fait qu'il peut s'agir d'un biais de reporting (un oubli, touchant moins les études industrielles) plutôt que d'un biais méthodologique. D'autres arrivent à la conclusion que les études ne présentent pas de différence de qualité selon leur mode de financement,,,. Enfin d'autres analyses arrivent à la conclusion que les études industrielles sont de moins bonne qualité,,,.
Dans le domaine médical, en comparant des méta-analyses financées par l'industrie avec des synthèses réalisées par la collaboration Cochrane, les premières favorisaient les produits du financeur alors que ces méta-analyses étaient de moins bonne qualité que celles réalisées par Cochrane,.
Concernant les synthèses systématiques, celles ayant un conflit d'intérêts sont généralement de moins bonne qualité que celles n'en ayant pas.

#### Taille de l'échantillon
Certains pensent que les industriels ayant plus de moyens, ils sont susceptibles de mener des recherches s'appuyant sur des cohortes plus nombreuses que les recherches académiques, qui seraient menées avec un financement moindre. Cela expliquerait le biais de financement car pour un même effet, il est plus probable d'obtenir un résultat positif si l'échantillon est plus grand.
Cependant une telle hypothèse n'est pas corroborée : en analysant des cohortes de tailles comparables entre les études financées par l'industrie et celles ne l'étant pas, le biais de financement persiste,.
D'autre part cette hypothèse induit que les recherches financées par l'industrie devraient avoir des cohortes généralement plus grandes que les études non financées par l'industrie. Cela n'a pas été corroboré par diverses études,.
Enfin, si les études cliniques financées par l'industrie s'appuyaient sur des échantillons plus grands, elles devraient aussi identifier plus d'effets secondaires, ce qui n'est pas le cas.

## Conséquences du biais
L'existence du biais de financement contribue à prolonger des controverses, par exemple sur le tabac pour ralentir la prise de décision par les agences publiques.
L'Association américaine de psychologie recommande aux psychologues de ne pas accepter de cadeaux, quels qu'ils soient (mugs, bloc-notes, crayons…).

### Biais de représentativité
Le financement industriel contribue à biaiser les sujets d'étude en orientant des crédits sur des sujets plutôt que d'autres.
En effet les priorités de recherche d'industriels ne sont pas nécessairement établies en fonction d'intérêts scientifiques mais des intérêts juridiques et politiques des industries. Les industries mènent des recherches dont les résultats sont sans risque pour elles en raison de leurs sujets d'étude.
Environ la moitié de chercheurs en nanotechnologies interrogés considèrent que le financement industriel induit un biais dans les domaines étudiés (plus appliqués, plus destinés à un intérêt commercial, etc.).
L'industrie du tabac, quant à elle, s'est notamment intéressée à la pollution de l'air et finançait des recherches sur ce sujet afin de jeter le doute sur les effets du tabagisme passif,.
Plus généralement l'industrie du tabac a financé de nombreux travaux (à hauteur de 300 millions de dollars entre 1950 et 1980) sur l'hérédité, les infections, la nutrition, les hormones, la tension nerveuse ou les facteurs environnementaux afin de trouver d'autres causes aux pathologies dues à la consommation de tabac.
L'industrie agroalimentaire finance de nombreuses études sur le chocolat : celles-ci se concentrent sur les effets potentiellement bénéfiques du chocolat et mettent de côté les effets néfastes du sucre ou des matières grasses présents en grande quantité dans leurs produits.
Coca-Cola finance principalement des recherches portant sur le déséquilibre énergétique ou l'activité physique et la manière dont ils sont liés à l'obésité et au diabète. Cela contribue à mettre de côté les conséquences de la consommation de sucres ou de sodas.
Les études financées par l'industrie portent également plus facilement sur un nutriment isolé plutôt que sur les aliments ou sur un régime en particulier, ce qui constitue du réductionnisme nutritionnel. Ainsi aucun aliment n'est pointé du doigt et, à l'inverse, cela permet de vanter les mérites de certains aliments car ils posséderaient un ou plusieurs nutriments désirables (sans que soit pris en compte l'effet de l'aliment lui-même) . De ce fait les études financées par l'industrie ont deux fois moins de chances de s'intéresser aux comportements alimentaires que les études non financées par l'industrie.
Dans le secteur médical, les études financées par l'industrie s'intéressent plus particulièrement aux maladies touchant les pays riches, à l'inverse des recherches financées par les instituts américains de la santé.
Dans une analyse de 65 études financées par l'industrie, très peu (1,5%) portent sur un changement de comportement des patients, pour améliorer leur condition, mais majoritairement sur un médicament (69,2%) .
Certaines études montrent que les chercheurs publics qui ont des liens avec le secteur privé ont plus de risques de mener des recherches biaisées, de restreindre le partage de données ou les publications et d'être impliqués dans des méconduites scientifiques.

### Prise en compte du biais dans les articles de synthèse
Les biais induits par le biais de financement ne sont pas bien pris en compte dans l'évaluation des biais effectuée lors de synthèse d'études par la collaboration Cochrane, référence en la matière. Lundh et al recommandent de considérer le biais de financement comme un biais à part entière dans de telles analyses de risques de biais.
À l'inverse, l'échelle de score NutriGrade utilisée pour évaluer la qualité des essais randomisés en double aveugle dans le domaine de la nutrition prend en compte neuf critères, l'un d'eux étant le biais de financement.

## Domaines touchés par le biais
Parmi onze articles s'intéressant au biais de financement dans le cadre de la santé environnementale ou au travail, tous ont trouvé que la présence d'un conflit d'intérêts financier était associée à des résultats favorables aux intérêts industriels. Les domaines, plus restreints, ayant fait l'objet de recherche sur le biais de financement sont détaillés dans la suite.

### Industrie du tabac
Barnes et Bero ont publié en 1998 une étude importante sur le biais de financement. Les chercheuses se sont intéressées à 106 synthèses de la littérature sur le tabagisme passif publiées entre 1980 et 1995. Parmi elles, 39 concluaient à l'absence d'effet du tabagisme passif, dont 29 étaient écrites par au moins un auteur lié à l'industrie du tabac. À l'inverse, parmi les 67 synthèses concluant à la nocivité du tabagisme passif, seules deux étaient écrites par au moins un auteur lié à l'industrie du tabac. Parmi divers critères étudiés par les chercheuses (qualité de l'étude, évaluation par les pairs, sujet de l'étude…) le seul qui soit lié à la conclusion de l'étude est de savoir si au moins un des auteurs est lié à l'industrie du tabac. Leur conclusion est inchangée quand elles se restreignent aux études de meilleure qualité : seul le conflit d'intérêts est prédictif de la conclusion sur la nocivité ou non du tabagisme passif,.
Une autre étude de 1997 a montré que les scientifiques ayant reçu le soutien de l'industrie du tabac avaient généralement conclu que la nicotine ou le tabagisme amélioraient les performances cognitives, tandis que autres chercheurs étaient plus ou moins divisés sur leurs conclusions.
Cataldo et al ont publié une méta-analyse sur l'effet protecteur ou délétère de la cigarette sur la maladie d'Alzheimer. En prenant en compte toutes les études, l'effet de la cigarette est non significatif. En retirant les études dont un des auteurs a été financé à un moment donné par l'industrie du tabac, l'effet délétère de la cigarette devient significatif. Cela illustre les problèmes qu'engendrent les études financées par l'industrie, en retardant la reconnaissance des effets néfastes de certaines substances. À la suite de ce doute sur les effets de la cigarette dans le cadre de la maladie d'Alzheimer, une analyse des données empiriques a montré qu'elles sont cohérentes avec une augmentation du risque de maladie d'Alzheimer due à la consommation de tabac.

#### Cigarettes électroniques
Dans une analyse de 94 études portant sur les effets sur la santé des cigarettes électroniques, les articles où le conflit d'intérêts est important (lien avec l'industrie du tabac ou de la cigarette électronique), avaient de 7 à 93 fois plus de risques de ne pas identifier de danger à vapoter et avaient de 7 à 163 fois plus de risques de recommander le passage à la cigarette électronique par rapport aux études sans conflit d'intérêts.
Une étude portant sur 826 articles à propos de la réduction du tabagisme, montre la même tendance.

### Perturbateurs endocriniens
Le lobby américain du plastique a demandé au centre d'analyse des risques de Harvard (Harvard Center for Risk Analysis) de réaliser une synthèse des études sur le bisphénol A. Il n'a pas trouvé la preuve d'un effet cohérent parmi 19 études sur les animaux. vom Saal et Hughes ont réalisé leur propre analyse qui remet ces résultats en cause : 90 % (94/104) des études financées par le gouvernement trouvaient un effet contre aucune des 11 études financées par l'industrie,.

### Industrie de la nourriture
Dans un article rassemblant les résultats de 8 synthèses de la littérature analysant le biais de financement dans 340 études portant sur la nutrition, les études financées par l'industrie n'ont pas une conclusion qui leur est significativement plus favorable. Néanmoins les résultats sont proches du seuil de significativité. Les auteurs pensent que ce résultat non concluant peut être dû à un manque de déclarations de certains conflits d'intérêts, ce qui est souvent le cas dans le domaine de la nutrition, ainsi qu'à un échantillon d'études insuffisamment grand. Une autre étude sur 206 articles a conclu à un lien significatif entre la source de financement et la conclusion des articles.
Dans une analyse des études sur l'effet des boissons avec édulcorants, les conclusions des études liées à l'industrie étaient plus souvent favorables à celle-ci. De plus, pour ces études-là, il y avait plus de risque que les conclusions ne soient pas en cohérence avec les résultats.
En 2016, des chercheurs ont réalisé une analyse de 60 études s'étant concentrées sur le lien entre consommation de sodas et obésité ou diabète. 26 études avaient des résultats négatifs, c'est-à-dire qu'elles ne trouvaient pas de lien entre la consommation de ces boissons et ces pathologies. Parmi ces 26 études, 25 étaient financées ou avaient des auteurs avec un conflit d'intérêts financier avec l'industrie du sucre. À l'inverse, parmi les 34 études positives, seule une avait des liens avec l'industrie.
Une autre synthèse de la littérature portant sur les sucres alimentaires notait qu'exclure les études financées par l'industrie dans leur analyse renforçait l'effet des sucres sur les taux de triglycérides, du cholestérol HDL ainsi que du cholestérol total.

### Industrie des pesticides
D'après des experts indépendants ayant fait partie de l'agence américaine de protection de l'environnement, la meilleure façon de prédire si une étude sur l'herbicide atrazine aurait un effet défavorable est de connaître ses sources de financement. De même, une autre étude a montré que 81% des études sponsorisées par l'industrie concluait à l'absence d'effets nocifs de l'atrazine, contre 50% des études non sponsorisées
Une étude a recherché les causes de divergences de résultats entre l'EPA et le Centre international de recherche sur le cancer concernant la génotoxicité du glyphosate. Elle conclut notamment que l'EPA s'est principalement appuyée sur des études règlementaires non publiées commandées par les demandeurs, dont 99 % étaient négatives, tandis que le CIRC s'est principalement appuyé sur des études évaluées par des pairs, dont 70 % étaient positives.

### Industrie pharmaceutique
Lundh et al. pensent qu'il y a des preuves cohérentes et convaincantes quant à l'existence d'un biais industriel dans les études du secteur biomédical. Leur analyse porte sur une vingtaine d'études ayant elles-mêmes analysé des milliers d'études. Les résultats, ainsi que les conclusions des études ayant un lien avec l'industrie ont plus de risque d'être favorables à l'industrie. Ce risque est plus important en ce qui concerne les conclusions des études que leurs résultats (avec un rapport de chances de 2,69 pour les conclusions contre 2,05 pour les résultats).
Des synthèses plus anciennes trouvaient des rapports de chances plus élevés. Il n'est pas encore clair si cette baisse est due au hasard où si le biais de financement perd un peu de son importance.
Dans certaines situations, le même type d'études est effectué par des personnes aux intérêts financiers opposés (entre deux médicaments produits par des concurrents, par exemple), on parle d'études en « tête à tête ». Un tel contexte permet de bien rendre compte de l'impact de la source de financement sur les études scientifiques produites. Parmi 131 études en tête à tête, les études financées par le fabricant du médicament test avaient plus de chances d'être positives que les études financées par le médicament comparateur. Le biais était encore plus prononcé que dans le cas général du biais de financement des études du secteur biomédical. Concernant les conclusions de telles études, parmi 154 d'entre elles, elles étaient également nettement plus favorables. une analyse de 57 essais de non-infériorité/équivalence en tête à tête a montré que 55 d’entre eux (soit 96,5 %) sont favorables au financeur.
Une étude de 2014 a cherché à déterminer dans quelle mesure les opinions exprimées dans la littérature médicale à propos des revues systématiques étaient corrélées aux liens financiers de leurs auteurs. Elle a conclu que les critiques négatives avaient 2,3 fois plus de liens avec l'industrie que les critiques positives.

### Industrie des téléphones portables
Parmi 59 études portant sur l'effet sur la santé de l'exposition contrôlée aux radiofréquences, celles exclusivement financées par l'industrie trouvaient moins d'effets significatifs sur la santé par rapport aux études financées par une agence publique ou par une œuvre caritative,. Ce résultat persiste après la prise en compte de la qualité des études, de leur conception ou des conséquences analysées. Une mise à jour de l'étude ajoutant 75 nouveaux articles continue à trouver un résultat similaire,.
Dans une méta-analyse de vingt études cas-témoins s'intéressant aux risques de tumeurs au cerveau avec l'utilisation de téléphone portable, aucune différence significative de risque n'a été trouvée entre les études financées par les industriels et celles financées par des agences publiques.

### Industrie des OGM
Les articles portant sur l'utilisation des organismes génétiquement modifiés (OGM) pour y ajouter un gène de Bacillus thuringiensis avaient 50% plus de chances d'avoir des résultats favorables à l'industrie à propos de l'efficacité ou la durabilité (apparition de résistances) de tels OGM, en présence d'un conflit d'intérêts. Cependant, aucun lien de causalité n'a été mis en évidence.

### Industrie de l'amiante
Parmi 155 articles portant sur les effets sur la santé de l'exposition à l'amiante, 134 ont conclu à l'existence d'un tel effet. Parmi ces 134 articles, 69 % n'avaient pas de conflit d'intérêts tandis que 8 % en avaient (les conflits d'intérêts sont inconnus pour les 23 % restants). À l'inverse, la plupart des études concluant qu'il n'y a pas ou peu d'effet sur la santé avaient un conflit d'intérêts avec l'industrie.

### Industries diverses
Une analyse des études sur certaines substances chimiques (alachlore, atrazine, formaldéhyde et perchloroéthylène) a relevé que 60% des études conduites par des chercheurs hors de l'industrie concluaient à la nocivité de ces substances, alors que seulement 14% des études financées par l'industrie en faisaient autant.

## Conflits d'intérêt idéologiques
En plus du biais de financement (ou conflit d'intérêts financier), certains proposent de prendre en compte un conflit d'intérêts idéologique.
Néanmoins cette notion a des définitions plus ou moins restrictives. Une définition restrictive, appelée conflit d'intérêts intellectuel, est donnée par Akl et ses collègues « des activités académiques qui créent la possibilité d'un attachement à un point de vue spécifique qui pourrait affecter indûment le jugement d'une personne au sujet d'une recommandation spécifique. ».

### Conflits d'intérêts intellectuels
Un effet d'allégeance a été observé : les chercheurs ayant déjà publié sur un sujet ont plus de difficulté à ensuite publier le résultat inverse. Cela a été en particulier observé sur les thérapies psychologiques où les synthèses sur le sujet sont plus susceptibles d'être cohérentes avec les études initiales des chercheurs réalisant la synthèse. Ils trouvent également un effet de spin : une divergence entre les résultats et la conclusion à laquelle aboutissent les chercheurs.

### Tout conflit d'intérêts autre que financier
La prise en compte de tous conflits d'intérêts autres que financier est critiquée car il n'est pas possible ou souhaitable d'être neutre ou sans intérêt idéologique. La prise en compte de tels « conflits d'intérêts » ne servirait qu'à mettre de côté des scientifiques ayant certaines opinions. Pour Bero et Grundy, ce concept de conflit d'intérêts idéologique sert à faire écran de fumée autour des conflits d'intérêts pour amoindrir la volonté politique de prendre en compte sérieusement les conflits d'intérêts financiers. Tout humain a des opinions et des « intérêts idéologiques ». À l'inverse, tout chercheur n'a pas nécessairement d'intérêts financiers dans les études qu'il mène. Cela pose également la question du niveau d'information qu'il faudrait dévoiler. Par exemple, les personnes travaillant sur l'avortement devraient-elles annoncer si elles ont avorté ?
Dans l'analyse de 159 essais cliniques, un biais de financement est observé mais aucun biais en fonction des intérêts idéologiques déclarés n'a été identifié.